# Radko Dimitriev
 (mai 2017).
Pour les articles homonymes, voir Dimitriev.
Radko Dimitriev (en bulgare : Радко Димитриев), né le 24 septembre 1859 à Gradets (en) (Kotel) et mort le 18 octobre 1918 près de Piatigorsk, est un général bulgare, chef d'État-major de l'armée bulgare de 1904 à 1907, prenant part aux guerres balkaniques. De 1914 à 1918, il est général dans l'Armée impériale russe et commande la 3e armée puis la 12e armée. Il est exécuté par les Bolcheviks pendant la guerre civile russe.

## Biographie
Né dans le vilayet d'Andrinople, Radko Dimitriev prend part à l'insurrection d'avril 1876 contre le pouvoir du sultan. Après l'écrasement du soulèvement, il s'enrôle dans l'armée impériale russe lors de la guerre russo-turque de 1877-1878 qui aboutit à l'indépendance du royaume de Bulgarie. Il poursuit sa carrière dans l'armée bulgare, étudie à l'École militaire bulgare (en) à Sofia puis à l'École militaire d'état-major russe à Saint-Pétersbourg. Il combat pendant la guerre serbo-bulgare de 1885-1886. En 1886, il participe à une conspiration contre le roi Alexandre Ier de Bulgarie et doit s'exiler en Roumanie, puis en Russie. De 1887 à 1897, il sert dans l'armée russe dans la vice-royauté du Caucase.
En 1898, il est amnistié et réintègre l'armée bulgare où il atteint le grade de chef d'état-major entre 1904 et 1907. Pendant la Première Guerre balkanique (1912-1913), il commande la 3e armée bulgare (en). Au cours de la Seconde Guerre balkanique (1913), il remplace le général Mikhaïl Savov comme général en chef de l'armée bulgare. Il est décoré de l'Ordre de Saint-Alexandre. En 1914, il est nommé ambassadeur de Bulgarie en Russie.
De 1914 à 1917, il sert en tant que général dans l'Armée impériale russe pendant la Première Guerre mondiale. Il commande la 3e armée russe à Przemyśl en septembre et octobre 1914 et dans les Carpates entre décembre 1914 et mars 1915 mais subit une sévère défaite face aux Austro-Allemands lors de la bataille de Gorlice-Tarnów et il est relevé de son poste en mai 1915. Après une période de disgrâce, il reçoit le commandement de la 12e armée russe dans le secteur de Riga en mars 1916. En janvier 1917, il conduit l'offensive russe sur l'Aa sans réussir à percer.
Le 20 juillet 1917, il est envoyé au repos pour raisons de santé en Russie du Sud. Pendant la guerre civile russe, il est pris comme otage par les Bolcheviks à Piatigorsk (gouvernement de Stavropol) et exécuté en octobre 1918 au même titre que 100 autres généraux et officiers.